# Ingegneria impossibile
Ingegneria impossibile (Impossible Engineering) è un programma televisivo documentaristico britannico del 2015, che è andato in onda su Science Channel negli Stati Uniti e su Yesterday nel Regno Unito. È andato in onda dal 13 aprile 2015 al 1º settembre 2021. In Italia, è andato in onda su DMAX, Focus e Motor Trend.

## Trama
Ogni episodio si concentra su come si raggiunge l'ingegneria moderna, con segmenti storici sui pionieri di ingegneria che aiutano a spianare la strada per gli ingegneri di oggi. Mostra come vengono fatte strutture giganti, edifici da record, e navi all'avanguardia, treni e aeroplani usando il 3D e archivi.

## Episodi
| Stagione         | Episodi | Prima TV originale |
| ---------------- | ------- | ------------------ |
| Prima stagione   | 6       | 2015               |
| Seconda stagione | 8       | 2016               |
| Terza stagione   | 12      | 2017               |
| Quarta stagione  | 6       | 2018               |
| Quinta stagione  | 10      | 2019               |
| Sesta stagione   | 6       | 2019               |
| Settima stagione | 8       | 2020               |
| Ottava stagione  | 6       | 2020               |
| Nona stagione    | 4       | 2020               |
| Decima stagione  | 10      | 2021               |

### Stagione 1 (2015)
| n° | Titolo originale         | Titolo italiano                | Prima TV originale | Progetto                            |
| -- | ------------------------ | ------------------------------ | ------------------ | ----------------------------------- |
| 1  | Mega Bridge              | Il Rion Antirion               | 13 aprile 2015     | Ponte Rion-Antirion                 |
| 2  | Ultimate Warship         | Aircraft Carrier               | 20 aprile 2015     | HMS Queen Elizabeth                 |
| 3  | Skyscraper Of The Future | La torre di Shanghai           | 11 maggio 2015     | Shanghai Tower                      |
| 4  | Ultimate Airport         | L'aeroporto del Kansai         | 18 maggio 2015     | Aeroporto Internazionale del Kansai |
| 5  | World's Fastest Train    | Il treno di Maglev di Shanghai | 25 maggio 2015     | Transrapid di Shanghai              |
| 6  | World's Largest Plane    | Costruttori di aeroplani       | 1 giugno 2015      | Airbus A380                         |

### Stagione 2 (2016)
| n° | Titolo originale          | Titolo italiano | Prima TV originale | Progetto                          |
| -- | ------------------------- | --------------- | ------------------ | --------------------------------- |
| 1  | NASA's Rocket to Mars     |                 | 16 marzo 2016      | Orion                             |
| 2  | Worlds Tallest Bridge     | Millau Viaduct  | 23 marzo 2016      | Viadotto di Millau                |
| 3  | Ultimate Football Stadium | AT&T Stadium    | 30 marzo 2016      | AT&T Stadium                      |
| 4  | Three Gorges Dam          | La diga         | 6 aprile 2016      | Diga delle Tre gole               |
| 5  | Gotthard Base Tunnel      |                 | 13 aprile 2016     | Galleria di base del San Gottardo |
| 6  | Oasis-Class Cruise Ships  |                 | 20 aprile 2016     | Nave da crociera di classe Oasis  |
| 7  | US Navy's Super Submarine |                 | 27 aprile 2016     | Classe Virginia                   |
| 8  | The Glass Skyscraper      |                 | 4 maggio 2016      | The Shard                         |

### Stagione 3 (2017)
| n° | Titolo originale                | Titolo italiano                         | Prima TV originale | Progetto                         |
| -- | ------------------------------- | --------------------------------------- | ------------------ | -------------------------------- |
| 1  | World's Largest Radio Telescope | Il radiotelescopo                       | 30 marzo 2017      | Radiotelescopo FAST              |
| 2  | Panama Canal Overhaul           | Canale di Panama                        | 6 aprile 2017      | Revisione del Canale di Panama   |
| 3  | World's Biggest Ship            | La Pioneering Spirit                    | 13 aprile 2017     | Pioneering Spirit                |
| 4  | Ice Base                        | Halley VI                               | 20 aprile 2017     | Stazione Halley                  |
| 5  | Mega City Railway               | Crossrail                               | 27 aprile 2017     | Crossrail                        |
| 6  | The Invincible Tower            | La torre autoparlante più alta al mondo | 4 maggio 2017      | Tokyo Sky Tree                   |
| 7  | International Space Station     | La Stazione Spaziale Internazionale     | 11 maggio 2017     | Stazione spaziale internazionale |
| 8  | US Navy's Super Ship            | Le navi ultraveloci da difesa           | 18 maggio 2017     | Littoral Compat Ship             |
| 9  | Inside the Tesla Factory        | La fabbrica della Tesla                 | 25 maggio 2017     | Stabilimento di Tesla            |
| 10 | World's Biggest Aircraft        | Il velivolo più grande del mondo        | 1 giugno 2017      | Airlander 10                     |
| 11 | World's Tallest Roller Coaster  | Il roller coaster                       | 8 giugno 2017      | Roller coaster da record         |
| 12 | Monster Gateways                |                                         | 8 giugno 2017      | Perdido                          |

### Stagione 4 (2018)
| n° | Titolo originale        | Titolo italiano | Prima TV originale |
| -- | ----------------------- | --------------- | ------------------ |
| 1  | Deadliest Trains        |                 | 17 maggio 2018     |
| 2  | World's Fastest Trains  |                 | 24 maggio 2018     |
| 3  | Mega City Trains        |                 | 31 maggio 2018     |
| 4  | Trains of the Abyss     |                 | 7 giugno 2018      |
| 5  | Monster Mountain Trains |                 | 14 giugno 2018     |
| 6  | Trains of Deadly Sea    |                 | 21 giugno 2018     |

### Stagione 5 (2019)
| n° | Titolo originale           | Titolo italiano               | Prima TV originale | Progetto                                  |
| -- | -------------------------- | ----------------------------- | ------------------ | ----------------------------------------- |
| 1  | Chernobyl's Toughest Fix   | Chernobyl                     | 3 gennaio 2019     | Il nuovo confinamento sicuro di Chernobyl |
| 2  | NYC Mega Build             |                               | 10 gennaio 2019    | Hudson Yards                              |
| 3  | US Army's Super Tank       | Carro armato                  | 17 gennaio 2019    | M1 Abrams                                 |
| 4  | Skyscrapers of the Deep    | L'energia eolica              | 24 gennaio 2019    |                                           |
| 5  | The Real Iron Man Suit     | Il vero Iron Man              | 31 gennaio 2019    | Daedalus                                  |
| 6  | Underwater Mega Tower      | Mega torre                    | 7 febbraio 2019    | InterContinental Shanghai Wonderland      |
| 7  | US Navy's Aircraft Carrier | Il container                  | 14 febbraio 2019   | Classe Gerald R. Ford                     |
| 8  | World's Fastest Car        | L'auto più veloce del mondo   | 21 febbraio 2019   | Aussie Invader 5R                         |
| 9  | Himalayan Mega Train       | Himalaya                      | 28 febbraio 2019   | Ferrovia del Qingzang                     |
| 10 | World's Greatest Yacht     | Lo yacht più grande del mondo | 7 marzo 2019       | Black Pearl                               |

### Stagione 6 (2019)
| n° | Titolo originale              | Titolo italiano | Prima TV originale |
| -- | ----------------------------- | --------------- | ------------------ |
| 1  | Beasts of the Bayou           |                 | 1 maggio 2019      |
| 2  | The Trains That Built America |                 | 8 maggio 2019      |
| 3  | Monsters of the Andes         |                 | 15 maggio 2019     |
| 4  | Himalaya Mega Bridge          |                 | 22 maggio 2019     |
| 5  | NYC Monster Train             |                 | 29 maggio 2019     |
| 6  | Rise of the Hyperloop         |                 | 5 giugno 2019      |

### Stagione 7 (2020)
| n° | Titolo originale             | Titolo italiano    | Prima TV originale | Progetto                                   |
| -- | ---------------------------- | ------------------ | ------------------ | ------------------------------------------ |
| 1  | Dubai's Impossible Island    |                    | 1 gennaio 2020     | Bluewaters Island                          |
| 2  | World's Toughest Tunnels     | La fogna di Londra | 8 gennaio 2020     | Tunnel più duri del mondo                  |
| 3  | F-35 Fighter Jet             |                    | 15 gennaio 2020    | Lockheed Martin F-35 Lightning II          |
| 4  | NYC Mega Tower               |                    | 22 gennaio 2020    | 111 West 57th Street                       |
| 5  | World's Biggest Airport      | Aeroporto enorme   | 29 gennaio 2020    | Aeroporto internazionale di Pechino-Daxing |
| 6  | Spy Plane Declassified       |                    | 5 febbraio 2020    | Boeing E-3 Sentry                          |
| 7  | World's Highest Bridge       |                    | 12 febbraio 2020   | Ponte del Beipanjiang                      |
| 8  | Conquering Avalanche Country |                    | 19 febbraio 2020   |                                            |

### Stagione 8 (2020)
| n° | Titolo originale                       | Titolo italiano       | Prima TV originale | Progetto          |
| -- | -------------------------------------- | --------------------- | ------------------ | ----------------- |
| 1  | Secrets of the Supertanker             | La petroliera         | 15 luglio 2020     |                   |
| 2  | Seattle Super Bridge                   | Il ponte fluttuante   | 22 luglio 2020     |                   |
| 3  | Texas Super Skyscraper                 | Il grattacielo texano | 29 luglio 2020     | The Independent   |
| 4  |                                        |                       |                    |                   |
| 5  |                                        |                       |                    |                   |
| 6  | World's Strongest Ship (Boka Vanguard) | Nave enorme           | 5 agosto 2020      | Dockwise Vanguard |

### Stagione 9 (2020)
| n° | Titolo originale                    | Titolo italiano | Prima TV originale | Progetto                                      |
| -- | ----------------------------------- | --------------- | ------------------ | --------------------------------------------- |
| 1  | World's Largest Plane: Stratolaunch |                 | 11 novembre 2020   | Scaled Composites Stratolaunch                |
| 2  | World's Greatest Waterworks         | Da sud a nord   | 18 novembre 2020   | Progetto di trasferimento dell'acqua sud-nord |
| 3  | Kings of the Battlelfield           |                 | 25 novembre 2020   |                                               |
| 4  | Titan of the Water                  |                 | 2 dicembre 2020    |                                               |

### Stagione 10 (2021)
| n° | Titolo originale             | Titolo italiano             | Prima TV originale |
| -- | ---------------------------- | --------------------------- | ------------------ |
| 1  | World's Largest Crane Vessel |                             | 9 giugno 2021      |
| 2  | Mars Rover Declassified      | Mars rover                  | 15 giugno 2021     |
| 3  | World's Greatest Submarine   | Il sottomarino              | 23 giugno 2021     |
| 4  | Abandoned Resurrection       | Struttura abbandonata       | 7 luglio 2021      |
| 5  | Firefighting Sky Giant       | Global Supertanker          | 14 luglio 2021     |
| 6  | Inside the Super Stadium     |                             | 21 luglio 2021     |
| 7  | Heavy Lift Helicopter        | Elicottero                  | 11 agosto 2021     |
| 8  | US Military Hovercraft       | Hovercraft                  | 18 agosto 2021     |
| 9  | Scotland's Super Bridge      | Il super ponte              | 25 agosto 2021     |
| 10 | US Combat Helicopter         | Elicottero da combattimento | 1 settembre 2021   |

## Trasmissione
Il documentario è andato in onda negli Stati Uniti su Science Channel. Nel Regno Unito, è andato in onda su Yesterday. In Francia, è andato in onda su RMC Découverte. In Canada, è andato in onda su Ici Explora. In Svezia, è andato in onda su SVT. In Italia, è andato in onda su DMAX, Focus e Motor Trend.